# Liste der Fechtverbände
Die Liste der Fechtverbände listet bestehende internationale und nationale Fechtverbände des Sportfechtens auf. Ehemalige Verbände oder Verbände, die andere Arten des Fechtens vertreten, zum Beispiel Theaterfechten, studentisches oder historisches Fechten, sind nicht berücksichtigt. Zurzeit (2021) bestehen 154 nationale Fechtverbände, die in fünf Kontinentalverbänden organisiert sind. Internationale Dachorganisation ist die Fédération Internationale d’Escrime mit Sitz in Lausanne.

## Internationale Verbände
- Fédération Internationale d’Escrime (FIE)

- Afrika: Confédération Africaine d’Escrime (CAE)
- Amerika: Confederación Panamericana de Esgrima (CPE)
- Asien: Fencing Confederation of Asia (FCA)
- Europa: Confédération Européenne d’Escrime (CEE)
- Australien und Ozeanien: Oceania Fencing Confederation (OFC)

## Nationale Verbände

### Aktive Verbände
| Land/Gebiet                  | Name                                        | Regionalverband | Gründungsjahr |
| ---------------------------- | ------------------------------------------- | --------------- | ------------- |
| Afghanistan                  | Fencing Federation of Afghanistan           | FCA             | 2005          |
| Ägypten                      | Federation Egyptienne d'Escrime             | CAE             |               |
| Algerien                     | Federation Algerienne d'Escrime             | CAE             |               |
| Amerikanische Jungferninseln | Virgin Island Fencing Federation            | CPE             | 1984 a        |
| Amerikanisch-Samoa           | American Samoa National Fencing Federation  | OFC             | 2018 a        |
| Antigua und Barbuda          | Antigua and Barbuda Fencing federation      | CPE             |               |
| Angola                       | Federación Angoleña de Esgrima              | CAE             | 2017 a        |
| Äquatorialguinea             | Fed. Ecuatoquineana de Esgrima              | CAE             |               |
| Argentinien                  | Federacion Argentina de Esgrima             | CPE             |               |
| Armenien                     | Federation d'Escrime d'Armenie              | EFC             |               |
| Aruba                        | Federation d'Escrime d'Aruba                | CPE             |               |
| Aserbaidschan                | Federation d'Escrime d'Azerbaidjan          | EFC             |               |
| Australien                   | Australian Fencing Federation               | OFC             |               |
| Bahamas                      | Bahamas Fencing Federation                  | CPE             |               |
| Bahrain                      | Federation d'Escrime de Bahrein             | FCA             |               |
| Bangladesch                  | Bangladesh Fencing Association              | FCA             |               |
| Barbados                     | Barbados Fencing Federation                 | CPE             |               |
| Belarus                      | Fed Escrime Republique Belarus              | EFC             |               |
| Belgien                      | Federation Royale Belge d'Escrime           | EFC             |               |
| Belize                       | Belize Fencing Association                  | CPE             |               |
| Benin                        | Fédération Béninoise d’Escrime              | CAE             | 2012          |
| Bermuda                      | Bermuda Fencing Federation                  | CPE             |               |
| Bolivien                     | Federacion Boliviana de Esgrima             | CPE             |               |
| Botswana                     | Botswana Amateur Fencing Association        | CAE             |               |
| Brunei Darussalam            | Brunei Darussalam Fencing Federation        | FCA             |               |
| Brasilien                    | Confederação Brasileira de Esgrima          | CPE             |               |
| Bulgarien                    | Federation bulgare d'escrime                | EFC             |               |
| Burkina Faso                 | Federation d'escrime du Burkina Faso        | CAE             |               |
| Chile                        | Federacion Chilena de Esgrima               | CPE             |               |
| China VR                     | Chinese Fencing Association                 | FCA             |               |
| Costa Rica                   | Federacion Costarricense de Esgrima         | CPE             |               |
| Dänemark                     | Dansk Faegte Forbund                        | EFC             |               |
| Deutschland                  | Deutscher Fechter-Bund (DFB)                | EFC             | 1911          |
| Dominica                     | Dominica Fencing Association                | CPE             |               |
| Dominikanische Republik      | Federacion Dominicana de Esgrima            | CPE             |               |
| Ecuador                      | Federacion Ecuatoriana de Esgrima           | CPE             |               |
| Elfenbeinküste               | Federation Ivoirienne d Escrime             | CAE             |               |
| El Salvador                  | Federacion Salvadorena de Esgrima           | CPE             |               |
| Estland                      | Federation Estonienne d'Escrime             | EFC             |               |
| Finnland                     | Suomen Miekkailuliitto                      | EFC             |               |
| Frankreich                   | Fédération Française d’Escrime (FFE)        | EFC             | 1906          |
| Georgien                     | Fédération Georgienne d'Escrime             | EFC             |               |
| Ghana                        | Ghana Fencing Association                   | CAE             |               |
| Griechenland                 | Fédération Hellenique d'Escrime             | EFC             |               |
| Guam                         | Guam Fencing Federation                     | OFC             |               |
| Guatemala                    | Federacion Nacional de Esgrima              | CPE             |               |
| Guinea                       | Fédération Guineenne d'Escrime              | CAE             |               |
| Guyana                       | Guyana Fencing Federation                   | CPE             |               |
| Haiti                        | Fédération Haitienne d’Escrime              | CPE             |               |
| Honduras                     | Federation Nacional de Esgrima de Honduras  | CPE             |               |
| Hongkong                     | Hong Kong Fencing Association               | FCA             |               |
| Indien                       | Fencing Association of India                | FCA             |               |
| Indonesien                   | All Indonesia Fencing Association           | FCA             |               |
| Irak                         | Iraqi Fencing Federation                    | FCA             |               |
| Iran                         | Iranian Fencing Federation                  | FCA             |               |
| Irland                       | Irish Fencing Federation                    | EFC             |               |
| Island                       | Skylmingasamband Island                     | EFC             |               |
| Israel                       | Israel Fencing Association                  | EFC             |               |
| Italien                      | Federazione Italiana Scherma                | EFC             |               |
| Jamaika                      | Jamaican Fencing Federation                 | CPE             |               |
| Japan                        | Fédération Japonaise d'Escrime              | FCA             |               |
| Jemen                        | Yemen Fencing Federation                    | FCA             |               |
| Jordanien                    | Jordan Fencing Federation                   | FCA             |               |
| Kambodscha                   | Fencing Federation of Cambodia              | FCA             |               |
| Kamerun                      | Fédération Camerounaise d'Escrime           | CAE             |               |
| Kanada                       | Fédération Canadienne d’Escrime             | CPE             | 1971          |
| Kap Verde                    | Federaçao caboverdiana de esgrima           | CAE             | 2019 a        |
| Kasachstan                   | Kazakhstan Fencing Federation               | FCA             |               |
| Katar                        | Qatar Fencing Association                   | FCA             |               |
| Kenia                        | Kenyan Fencing Federation                   | CAE             | 2019 a        |
| Kirgisistan                  | Fencing Federation of Kyrgyztan             | FCA             |               |
| Kolumbien                    | Federacion Colombiana de Esgrima            | CPE             |               |
| Demokratische Republik Kongo | Federation de la Rep. Dem. du Congo         | CAE             |               |
| Republik Kongo               | Federation Congolaise d'Escrime             | CAE             |               |
| Nordkorea                    | Association d’Escrime R. D. P. de Coree     | FCA             | 1968 a        |
| Südkorea                     | Korean Fencing Federation                   | FCA             |               |
| Kroatien                     | Fédération Croate d'Escrime                 | EFC             |               |
| Kuba                         | Federacion Cubana de Esgrima                | CPE             |               |
| Kuwait                       | Kuwait Amateur Fencing Association          | FCA             |               |
| Lettland                     | Fédération Lettonienne d'Escrime            | EFC             |               |
| Libanon                      | Fédération Libanaise d'Escrime              | FCA             |               |
| Libyen                       | Libyan Fencing Federation                   | CAE             |               |
| Litauen                      | Fédération Lituanienne d'Escrime            | EFC             |               |
| Luxemburg                    | Fédération luxembourgeoise d'escrime        | EFC             |               |
| Macau                        | Macao Amateur Fencing Association           | FCA             |               |
| Madagaskar                   | Fédération Malagasy d'Escrime               | CAE             |               |
| Malaysia                     | Malaysian Fencing Federation                | FCA             |               |
| Mali                         | Fédération Malienne d'Escrime               | CAE             |               |
| Malta                        | National Fencing Association of Malta       | EFC             |               |
| Marokko                      | Fédération Royale Marocaine d'Escrime       | CAE             |               |
| Mauretanien                  | Fédération Mauritanienne d'Escrime          | CAE             |               |
| Mauritius                    | The Fencing Federation                      | CAE             |               |
| Nordmazedonien               | Macedonian Fencing Federation               | EFC             |               |
| Mexiko                       | Federacion Mexicana de Esgrima              | CPE             |               |
| Moldau                       | Fédération d'Escrime de Moldova             | EFC             |               |
| Monaco                       | Fédération Monegasque d'Escrime             | EFC             |               |
| Mongolei                     | Fencing Association of Mongolia             | FCA             |               |
| Myanmar                      | Myanmar Fencing Federation                  | FCA             |               |
| Namibia                      | The Namibia Fencing Federation              | CAE             |               |
| Nepal                        | Nepal Fencing Association                   | FCA             |               |
| Neuseeland                   | Fencing New Zealand                         | OFC             | 1938          |
| Nicaragua                    | Federacion Nicaraguense de Esgrima          | CPE             |               |
| Niederlande                  | Koninklijke Nederlandse Algemene Schermbond | EFC             |               |
| Niger                        | Fédération Nigerienne d'Escrime             | CAE             |               |
| Nigeria                      | Fencing Federation of Nigeria               | CAE             |               |
| Norwegen                     | Norges Fekteforbund                         | EFC             |               |
| Oman                         | Oman Fencing Committee                      | FCA             | 2019 a        |
| Österreich                   | Österreichischer Fechtverband (ÖFV)         | EFC             | 1929          |
| Palästina                    | Palestinian Fencing Federation              | FCA             |               |
| Panama                       | Comision de Esgrima de Panama               | CPE             |               |
| Papua-Neuguinea              | Fencing Papua New Guinea                    | OFC             | 2019 a        |
| Paraguay                     | Federacion Paraguaya de Esgrima             | CPE             |               |
| Peru                         | Federacion Peruana de Esgrima               | CPE             |               |
| Philippinen                  | Philippine Fencing Association              | FCA             |               |
| Polen                        | Polski Związek Szermierczy                  | EFC             |               |
| Portugal                     | Federação Portuguesa de Esgrima             | EFC             | 1922          |
| Puerto Rico                  | Federacion Amateur de Esgrima               | CPE             |               |
| Ruanda                       | Rwanda Fencing Federation                   | CAE             |               |
| Rumänien                     | Federația Română de Scrimă                  | EFC             |               |
| Russland                     | Fédération d'Escrime de Russie              | EFC             |               |
| San Marino                   | Federazione Sammarinesa di Scherma          | EFC             |               |
| Saudi-Arabien                | Saudi arabian Fencing Federation            | FCA             |               |
| Schweden                     | Svenska Faktforbundet                       | EFC             |               |
| Schweiz                      | Swiss Fencing                               | EFC             |               |
| Serbien                      | Fencing Federation of Serbia                | EFC             |               |
| Slowakei                     | Fédération Slovaque d'Escrime               | EFC             |               |
| Slowenien                    | Fédération Slovene d'Escrime                | EFC             |               |
| Spanien                      | Real Federacion Espanola de Esgrima         | EFC             |               |
| Syrien                       | Syrian Arab Fencing Federation              | FCA             |               |
| Samoa                        | Samoa Fencing Association                   | OFC             | 2013          |
| Senegal                      | Federation Senegalaise d'Escrime            | CAE             |               |
| Sierra Leone                 | Sierra Leone Escrime Association            | CAE             |               |
| Singapur                     | Fencing Singapore                           | FCA             |               |
| Sri Lanka                    | National Association of Fencing Sri Lanka   | FCA             |               |
| Südafrika                    | South African Amateur Fencing Association   | CAE             |               |
| Tadschikistan                | Fencing Federation of Tajikistan            | FCA             |               |
| Thailand                     | Amateur Fencing Association of Thailand     | FCA             |               |
| Togo                         | Federation Togolaise d'Escrime              | CAE             |               |
| Tunesien                     | Federation Tunisienne d'Escrime             | CAE             |               |
| Türkei                       | Turkiye Eskrim Federasyonu                  | EFC             |               |
| Turkmenistan                 | Federation d'Escrime de Turkmenistan        | FCA             |               |
| Taiwan                       | Chinese Taipei Fencing Association          | FCA             |               |
| Tschechien                   | Federation Tcheque d'Escrime                | EFC             |               |
| Uganda                       | Uganda Fencing Association                  | CAE             | 2014 a        |
| Ukraine                      | Fédération d'Escrime d'Ukraine              | EFC             |               |
| Ungarn                       | Magyar Vivo Szovetseg                       | EFC             |               |
| Uruguay                      | Federacion Uruguaya de Esgrima              | CPE             |               |
| Usbekistan                   | Federation d'Escrime d'Ouzbekistan          | FCA             |               |
| Venezuela                    | Federacion Venezolana de Esgrima            | CPE             |               |
| Vereinigte Arabische Emirate | U.A.E. Fencing Federation                   | FCA             |               |
| Vereinigtes Königreich       | British Fencing Association                 | EFC             |               |
| Vereinigte Staaten           | United States Fencing Association           | CPE             | 1891          |
| Vietnam                      | Vietnam Fencing Federation                  | FCA             |               |
| Zypern                       | Federation d'Escrime de Chypre              | EFC             |               |

### Ehemalige Verbände
| Land/Gebiet                     | Name                           | Regionalverband | Gründungsjahr | Auflösung |
| ------------------------------- | ------------------------------ | --------------- | ------------- | --------- |
| Albanien                        | Albanian Fencing Federation    | EFC             | 2011 a        |           |
| Deutsche Demokratische Republik | Deutscher Fechtverband         |                 | 1951          | 1990      |
| Gabun                           | Fédération Gabonaise d'Escrime | CAE             | 2008 a        |           |
| Somalia                         | Somali Fencing Federation      | CAE             | 2007 a        |           |